# Base Isla Marión
La Base Isla Marión (en inglés: Marion Island Station) es una estación de investigación subantártica permanente perteneciente a Sudáfrica, que está ubicada en la isla Marión en el grupo de las islas del Príncipe Eduardo en el océano Índico. La estación está habitada durante todo el año, y es servida por 15-20 personas.
Sus principales áreas de investigación son la biología, las ciencias ambientales y la meteorología. Es administrada por el Programa Nacional Antártico Sudafricano (SANAP).

## Historia
Durante la encubierta Operación Snoektown el buque de guerra sudafricano Transvaal llegó a la isla Marión el 29 de diciembre de 1947. El jefe de la expedición, John Fairbairn, desembarcó en la isla y solemnemente la proclamó como territorio sudafricano. Después de seis días, el 4 de enero de 1948, el Reino Unido transfirió el gobierno del archipiélago a Sudáfrica. El mismo 29 de diciembre se estableció un campamento en la caleta Transvaal donde el personal científico permanente con 14 marineros del Transvaal. Luego la nave regresó a Ciudad del Cabo.
El 20 de enero de 1948 llegó a la isla el buque de guerra Natal, seguido por el buque de carga Gamtoos, que transportó los materiales y obreros para construir una estación meteorológica. El 1 de febrero llegó el barco Good Hope con el equipo de meteorólogos liderado por Allan B. Crawford. El 20 de marzo de 1948 la base fue completada y quedó en ella el personal de invernada.
En años posteriores la estación fue reconstruida y ampliada en varias ocasiones. Actualmente puede acoger en verano hasta 50 personas.
En 1949 se introdujeron en la isla de Marion cinco gatos domésticos, entre los que se encontraban un macho atigrado castrado y rayado de color naranja y una hembra blanca y negra con tres gatitos. Estos felinos fueron traídos a la isla para ayudar a erradicar un problema de ratones en la base, pronto se multiplicaron y en 1951 se vio el primer gato asilvestrado. 
En 1975 la población había aumentado a más de 2.000 gatos que se alimentaban de miles de petreles de madriguera, una presa mucho más fácil que los ratones que debían cazar. En 1977 se estimaba que la población de gatos era de unos 3.405 individuos. Se puso en marcha un severo programa de exterminio que permitió recuperar las poblaciones de aves amenazadas. Unos pocos se infectaron con la panleucopenia felina. En 1982 se estimaba que quedaban 615 gatos. La erradición completa se consiguió a partir de 1991, al incumplir la caza selectiva y el trampeo, para terminar con las últimas poblaciones. 

## Naufragio
El naufragio más conocido en las Islas del Príncipe Eduardo es el del Solglimt, en Ships Cove, ocurrido en 1908.
Los supervivientes construyeron una pequeña aldea contra el acantilado, en la que vivían 70 hombres. 
Los restos se encuentran a más de 8 metros de profundidad. La mayor parte del pecio está cubierta por el fondo arenoso y sólo quedan cuatro estructuras visibles bajo el agua. La sección más grande se parece a la de la sala de calderas/motores, de donde se rescataron los artefactos expuestos en el bar de la Base Marion. 